# Gilles Lopez
Pour les articles homonymes, voir López.
 (janvier 2021).
Si vous disposez d'ouvrages ou d'articles de référence ou si vous connaissez des sites web de qualité traitant du thème abordé ici, merci de compléter l'article en donnant les références utiles à sa vérifiabilité et en les liant à la section « Notes et références ».

a Compétitions nationales et continentales officielles uniquement.

Gilles Lopez, né le 30 mars 1965 à Banyuls-sur-Mer (Pyrénées-Orientales)[réf. nécessaire], est un joueur français de rugby à XV évoluant principalement au poste de demi d'ouverture. Il joue notamment avec les clubs du CA Brive, du SC Tulle et du Blagnac SCR.

## Biographie
Formé au Banyuls AO jusqu'en cadet, Gilles Lopez intègre ensuite le CA Brive lors de la saison 1984-1985[réf. nécessaire]. Il fait partie de l'équipe junior Reichel du club en compagnie de Loïc Van der Linden, Éric Alégret, Laurent Burg et Patrick Brachet[réf. nécessaire]. La saison suivante toujours avec le CA Brive, bon buteur, il devient titulaire au poste de demi d'ouverture, en particulier en raison des absences de Jean-François Thiot avec lequel il forme la charnière, en prenant la place de demi de mêlée, contre l'AS Béziers[réf. nécessaire].
Au début de la saison 1986-1987, afin d'avoir du temps de jeu, il rejoint le SC Tulle et y reste jusqu'en 1989, année ou il retourne au CA Brive, où il ne reste qu'une saison pour rejoindre le Blagnac SCR. Il revient par la suite dans sa région d'origine, à l'EV Malemort-Brive avant de venir renforcer l'US Souillac, en Fédérale 3 au début de la saison 1999-2000.